# Análise estrutural
Análise estrutural é a determinação dos efeitos de cargas sobre estruturas físicas e seus componentes. As estruturas submetidas a este tipo de análise incluem todas aquelas que devem resistir a cargas, tais como edifícios, pontes, veículos, máquinas, móveis, roupas, camadas do solo, próteses e tecidos biológicos. A análise estrutural incorpora os campos da mecânica aplicada, ciência dos materiais e matemática aplicada, a fim de calcular a deformação da estrutura, bem como as forças internas, tensão, reações de apoio, acelerações e estabilidade. Os resultados da análise são usados para verificar a aptidão de uma estrutura para seu uso, frequentemente sem ser necessário realizar testes físicos. A análise estrutural é, portanto, uma parte fundamental do projeto de engenharia de estruturas.

## Estruturas e cargas
Uma estrutura é um corpo ou sistema de partes conectadas utilizada para suportar uma carga. Exemplos relacionados à engenharia civil incluem edifícios, pontes e torres, e em outros ramos da engenharia navios, aeronaves, tanques, vasos de pressão, sistemas mecânicos e estruturas de apoio para a transmissão de energia elétrica. A fim de projetar uma estrutura, deve-se atender uma função especificada para uso público, devendo o engenheiro levar em conta a sua segurança, estética e facilidade de manutenção, tendo em consideração restrições econômicas e ambientais.

### Classificação de estruturas
É importante para um engenheiro estrutural reconhecer os diferentes tipos de elementos compondo uma estrutura e de ser capaz de classificar estruturas quanto à sua forma e função. Alguns dos elementos estruturais são: tirante, barra, cantoneira, lajes (placas), viga e coluna. A combinação de elementos estruturais e os materiais a partir dos quais eles são compostos é referida como um sistema estrutural. Cada sistema é constituído por um ou mais tipos básicos de estruturas, tais como treliças, arcos, armações e as estruturas de superfície.

### Cargas
Estando os requisitos dimensionais para uma estrutura definidos, torna-se necessário determinar as cargas que a estrutura deve suportar. A fim de projetar uma estrutura é portanto necessário primeiramente especificar as cargas que atuam sobre ela. A carga de projeto para uma estrutura é frequentemente especificada em normas de construção. Existem dois tipos de normas: normas de construção geral e normas de projeto, e o engenheiro deve satisfazer todos os requisitos das normas para que resulte uma estrutura confiável.
Há dois tipos de cargas que ocorrem no projeto de engenharia estrutural. O primeiro tipo de carga é chamado de carga permanente ou carga morta, que consiste dos pesos dos vários membros estruturais e dos pesos de todos os objetos que estão permanentemente ligados à estrutura. Por exemplo, colunas, vigas, lajes, telhados, paredes, janelas, instalações sanitárias, equipamentos elétricos e outros dispositivos diversos. O segundo tipo de carga são as cargas vivas, que variam em magnitude e localização. Há diversos tipos de cargas vivas, como as cargas de utilização, as cargas de construção, de impacto, de vento, de neve, sísmicas e outras cargas naturais.

## Métodos analíticos
Para desenvolver uma análise precisa, um engenheiro de estruturas precisa determinar o carregamento estrutural, a geometria da mesma, condições dos apoios e propriedades dos materiais. Os resultados de uma análise como esta incluem reações e nos apoios, tensões e deslocamentos da estrutura. Esta informação é posteriormente comparada com critérios que indicam as condições de falha. Uma análise estrutural mais avançada pode examinar a resposta dinâmica, estabilidade e comportamento não-linear.
Existem três abordagens principais para tal análise: a abordagem da mecânica dos materiais (também conhecida como resistência dos materiais), a abordagem da teoria da elasticidade (que representa um caso especial de um campo mais amplo da mecânica dos meios contínuos), e a abordagem por elementos finitos. Entre as abordagens citadas, as duas primeiras utilizam uma formulação analítica onde se aplica principalmente modelos elásticos lineares simples, levando a soluções em forma fechada e para casos mais simples podem ser resolvidas manualmente. A abordagem por elementos finitos é atualmente um método numérico para resolver equações diferenciais obtidas por teorias da mecânica, como a teoria da elasticidade e a resistência dos materiais. Entretanto, o método dos elementos finitos depende do poder de processamento dos computadores e é aplicado principalmente em estruturas de maior complexidade.
Independentemente da abordagem utilizada, as formulações são baseada em três relações fundamentais: equilíbrio, equações constitutivas e compatibilidade dos deslocamentos. A solução é considerada aproximada quando qualquer uma dessas relações são apenas aproximadamente satisfeitas ou uma simplificação do caso real.

## Limitações
Cada método apresenta suas próprias limitações. O método de mecânica dos materiais é limitado a elementos estruturais de geometria simples sobre condições de carregamento também simplificadas. Apesar de tal limitação, os elementos estruturais e carregamentos permitidos são suficientes para resolver vários problemas importantes de engenharia. A teoria da elasticidade, a princípio, permite que a solução de elementos estruturais de geometria genérica sobre condições de carregamentos genéricas. Porém, na prática as soluções analíticas disponíveis são limitadas a casos relativamente simples. A solução de problemas de elasticidade necessitam da solução de um sistema de equações diferenciais parciais, que é matematicamente mais exigente do que a solução de problemas em mecânica de materiais, que requerem no máximo a solução de uma equação diferencial ordinária. O método de elementos finitos apresenta grande eficiência para aplicações computacionais. Quando utilizado para problemas de análise estrutural, este método necessita de equações a serem resolvidas que são originadas de outras teorias de analise estrutural (como as duas discutidas anteriormente). Tal método possibilita a resolução de tais equações mesmo em condições onde a geometria e carregamento aplicado sejam mais complexos, com o limite que numa aplicação computacional este apresenta erros numéricos. Para se utilizar tal método de maneira eficaz e ter segurança dos resultados obtidos, é necessário ter uma compreensão aprofundada de suas limitações.